# 맹크
《맹크》(영어: Mank)는 2020년 개봉한 미국의 전기 드라마 영화이다. 데이비드 핀처가 감독을 맡았으며, 데이비드의 아버지 잭 핀처가 생전에 쓴 각본을 바탕으로 한다. 영화 《시민 케인》의 각본권을 둘러싼 영화각본가 허먼 J. 맨키비츠(게리 올드먼 분)와 영화감독 오슨 웰스(톰 버크 분)와의 일화를 다룬 작품이다.
2020년 12월 4일 넷플릭스에서 공개되었다.
제93회 아카데미 시상식에서 촬영상과 미술상을 수상하였다.

## 줄거리
1940년, 오손 웰스는 영화사로부터 다음 프로젝트에 대한 완전한 창작 자유를 얻고, 각본가로 허먼 J. 맨키위츠를 고용한다. 교통사고로 다리를 다쳐 요양 중인 맨키위츠는 비서 리타 알렉산더에게 구술로 각본을 작성하는데, 리타는 주인공 캐릭터가 윌리엄 랜돌프 허스트와 유사하다는 것을 알아차린다. 제작자 존 하우스먼은 맨키위츠의 비선형적인 각본에 우려를 표하고, 그의 형 조셉은 허스트의 분노를 살까 걱정한다.
시간은 거슬러 올라가 1930년대, 맨키위츠는 영화 촬영장에서 배우 매리언 데이비스를 만나 그녀의 후원자이자 연인인 허스트를 소개받는다. 이후 1933년, 맨키위츠 부부는 허스트 성에서 열린 루이스 B. 메이어의 생일 파티에 참석하고, 그곳에서 나치 독일의 부상과 캘리포니아 주지사 선거에 대한 이야기를 나눈다. 맨키위츠와 매리언은 정치와 영화 산업에 대한 대화를 나누며 가까워진다.
다시 1940년, 하우스먼은 맨키위츠의 더딘 작업 속도에 초조해하고, 리타는 각본 마감 시한과 맨키위츠의 알코올 중독에 대해 걱정한다. 우여곡절 끝에 맨키위츠는 각본을 완성하지만, 하우스먼은 그에게 크레딧이 주어지지 않을 것이라고 말한다.
1934년, 맨키위츠와 조셉은 메이어 밑에서 MGM 스튜디오에서 일하게 된다. 스튜디오 경영진은 허스트의 자금 지원을 받아 업튼 싱클레어 주지사 후보에 대한 비방 선전 영화를 제작한다. 맨키위츠는 매리언에게 영화를 중단시켜달라고 요청하지만, 그녀는 이미 다른 스튜디오로 옮긴 상태였다. 맨키위츠는 선거 결과 발표 파티에서 메이어가 프랭크 메리엄의 승리를 발표하는 것을 지켜본다. 그의 동료인 쉘리 메트칼프 감독은 선거 운동에 대한 죄책감과 파킨슨병 진단에 괴로워하다 자살한다.
1940년, 찰스 레더러는 맨키위츠로부터 각본을 받아 스튜디오에 전달한다. 조셉은 각본을 읽은 후 허스트의 반응과 매리언에게 미칠 영향에 대해 경고하지만, 동시에 그 각본이 맨키위츠의 최고 작품이라고 칭찬한다. 매리언 또한 맨키위츠를 찾아와 각본을 변경하도록 설득하려 하지만 실패한다. 그녀는 영화 제작을 막기 위해 노력하겠다고 말한다.
1937년, 맨키위츠는 허스트 성에서 열린 파티에 난입하여 만취한 채 자신이 쓸 영화 아이디어를 피력하며 허스트, 메이어, 매리언을 포함한 모든 사람을 불쾌하게 만든다. 격노한 메이어는 맨키위츠가 허스트의 고용인임을 폭로하고, 허스트는 그에게 원숭이와 오르간 연주자에 대한 우화를 들려주며 내쫓는다.
1940년, 허스트의 압력에도 불구하고 웰스는 영화를 만들기로 결심하고, 맨키위츠 없이 각본을 수정하려 한다. 그는 맨키위츠를 찾아 스튜디오에서 그를 매수하려 하지만, 맨키위츠는 자신의 최고 작품이라며 각본 크레딧을 요구한다. 화가 난 웰스는 그를 떠나고, 결국 맨키위츠는 웰스와 공동 크레딧을 받게 된다. 2년 후, 그들은 영화 '시민 케인'으로 아카데미 각본상을 공동 수상한다.

## 출연
- 게리 올드먼 - 허먼 J. 맹키위츠 역
- 어맨다 사이프리드 - 매리언 데이비스 역
- 릴리 콜린스 - 리타 알렉산더 역
- 알리스 하워드 - 루이스 B. 메이어 역
- 톰 펠프리 - 조지프 L. 맹키위츠 역
- 샘 트라우턴 - 존 하우스먼 역
- 퍼디낸드 킹즐리 - 어빙 솔버그 역
- 터펜스 미들턴 - 세라 맹키위츠 역
- 톰 버크 - 오슨 웰스 역
- 조지프 크로스 - 찰스 레더러 역
- 제이미 맥셰인 - 셸리 멧캐프 역
- 토비 레너드 무어 - 데이비드 O. 셀즈닉 역
- 모니카 그로스먼 - 프리다 양
- 찰스 댄스 - 윌리엄 랜돌프 허스트 역
- 제프 함스 - 벤 헥트 역
- 레븐 램빈 - 이브